# Badhamova sunčanica
Badhamova sunčanica (lat. Leucocoprinus badhamii), poznata i kao američka pečurkovica, je uvjetno jestiva gljiva iz porodice pečurki (lat. Agaricaceae). 

## Opis
- Klobuk badhamove sunčanice je širok od 5 do 20 centimetara, u mladosti stožast, poslije raširen i vidno ispupčen; ponekad je ispupčenje kao odrezano; u osnovi bjelkastosmeđ, pokriven smeđim čehicama (ljuskicama) koje su prema sredini sve gušće; rub klobuka je narebran, na dodir požuti, a zatim pozlijeđeno mjesto prelazi u crvenkastosmeđu ili tamnoljubičastu boju.
- Listići su bijeli ili boje pijeska, široki, trbušasti, nejednaki, slobodni; na dodir požute, poslije postanu smeđeljubičasti.
- Stručak je visok od 10 do 15 centimetara, valjkast, prema dnu deblji, završava vretenasto, ponekad duboko u zemlji; lagano vlaknasto čahav, šupalj, nosi vjenčić koji se drži za stručak; na dodir ubrzo požuti da bi poslije postao smeđenarančast pa smeđecrn.
- Meso je bijelo, mekano, na presjeku najprije promijeni boju u žućkastosmeđu (šafranastu), zatim u purpurnosmeđu.
- Spore: otrusina je žućkastosmeđe boje, 5 – 7 x 3,5 – 4,5 μm.

## Kemijske reakcije
U dodiru s parama amonijaka meso postane zeleno, a u dodiru sa slinom meso postane crveno. 

## Stanište
Raste najčešće ljeti i u jesen na otpacima listopadnoga drveća, piljevini, na masnim tlima i u vrtovima    

## Upotrebljivost
Badhamova sunčanica je uvjetno jestiva. Treba ih kuhati jer su sirove otrovne. Stari autori smatrali su je jestivom, dok je neki moderni autori smatraju otovnom.                                                                                                                                                                                             

## Sličnosti
Izgledom izrazito sliči velikoj sunčanici (lat. Macrolepiota procera); međutim, vretenasto-korijenasti stručak, prirasli vjenčić, zatim meso i cijelo plodište koje na dodir požuti značajke su koje su nespojive s velikom sunčanicom. Postoji još vrlo slična vrsta Lepiota meleagroides Huijsman, a razlikuje se najviše time što ima mnogo duži i korjenasti završetak stručka, te što meso na presjeku trenutno prelazi u tamnocrvenu boju. 